# ناحیه البیرین
ناحیه البیرین (به عربی: دائرة البیرین) یک ناحیه در الجزایر است که در استان جلفه واقع شده‌است.

## خصوصیات
ناحیه البیرین ۸۰۰ کیلومترمربع مساحت و ۳۰٬۹۱۳ نفر جمعیت دارد و ۷۶۴ متر بالاتر از سطح دریا واقع شده‌است.